# إسماعيل بن موسى الجيطالي أبو طاهر
أبو طاهر إسماعيل بن موسى الجيطالي (? - 750هـ - ?-1305م)، من علماء الخمسين الثانية من القرن الثامن الهجري، نشأ في مدينة جيطال في جبل نفوسة -ليبيا.
فقيه، عالم بالأدب، من أعيان الإباضية. من أهل نفوسة كان يتردد إلى جربة بالسفن قبل بناء القنطرة (وقد بنيت في أيام عبد العزيز أبي فارس سلطان أفريقية المتوفى سنة 737 هـ‍) وحبس مدة في طرابلس الغرب. ومات بجربة.

## مؤلفاته
صنف كتباً نفيسة قال الشماخي : أحيا بها المذهب منها:
- قناطر الخيرات: في أصول الدين
- قواعد الإسلام
- الحساب وقسم الفرائض
- ما جمع من أجوبة الأئمة: ثلاثة أجزاء